# 萬国製針
萬国製針株式会社（英: BANKOKU NEEDLE Co.,Ltd.）は、広島県広島市西区楠木町に本社を置く、手縫針の製造・販売を行う企業である。縫い針の生産量は日本でトップであり、輸出も行っている。

## 沿革
- 1918年(大正7年)2月：萬国製針商会として創業。代表者に高橋誠太郎就任。京都でドイツの機械を導入。
- 1936年(昭和11年)11月：代表者に高橋敏雄就任。
- 1945年(昭和20年)8月：原子爆弾により事業場壊滅。
- 1946年(昭和21年)3月：事業場復興。
- 1948年(昭和23年)12月：萬国製針株式会社に改組。資本金500万円とする。代表取締役に高橋敏雄就任。
- 1949年(昭和24年)1月：東京、大阪出張所開設。クロバー株式会社と業務提携。
- 1954年(昭和29年)4月：JIS表示許可工場指定。
- 1955年(昭和30年)3月：萬国式自動浸炭焼入れ電気炉開発。
- 1959年(昭和34)11月：労使協議制並びに利潤分配制設定。
- 1961年(昭和36年)6月：萬国式直線切断機開発。10月資本金1,000万円とする。
- 1962年(昭和37年)11月：JIS表示許可工場優良工場として通産局長受賞。
- 1963年(昭和38年)11月：中小企業診断優良工場として中小企業庁長官賞受賞。
- 1966年(昭和41年)12月：資本金1,400万円とする。
- 1967年(昭和42年)1月：中小企業モデル工場指定。
- 1970年(昭和45年)10月：工業標準化優良工場として工業技術院長賞受賞。
- 1971年(昭和46年)7月：資本金2,000万円とする。8月本社屋並びに厚生会館建設。
- 1973年(昭和48)12月：資本金2,500万円とする。
- 1975年(昭和50年)4月：中小企業合理化モデル工場として指定される。
- 1976年(昭和51年)2月：中小企業研究センター賞受賞。12月資本金3,000万円とする。
- 1979年(昭和54年)11月：アメリカ合衆国専門店市場へ進出。
- 1980年(昭和55年)11月：アメリカ合衆国、ヨーロッパにおいて自社ブランドREGALを販売。
- 1982年(昭和57年)2月：ヨーロッパの専門店市場へ進出。
- 1984年(昭和59年)11月：代表取締役会長に高橋敏雄就任。代表取締役社長に高橋正光就任。
- 1994年(平成6年)4月：第1回広島グッドデザイン賞受賞。（カセットニードル）
- 1995年(平成7年)4月：第2回広島グッドデザイン賞受賞。（チャコライナー）
- 1996年(平成8年)4月：第3回広島グッドデザイン賞受賞。（折れパックン）
- 1998年(平成10年)4月：放電加工を用いた数値入力及び既存金型のコピーによる針金型の作成。7月代表取締役会長高橋敏雄逝去退任。
- 2008年(平成20年)2月：90周年を迎える。
- 2009年(平成21年)11月1日：自動車部品から撤退。代表取締役会長に高橋正光就任。代表取締役社長に高橋正敏就任。
- 2009年(平成21年)11月：タイ王国 BK JAPAN NEEDLE(THAILAND)CO.,LTD.設立

## 典拠
1. ↑  縫い針生産国内トップ　萬国製針の高橋正光会長 中国新聞 2018年7月13日閲覧。
2. ↑  萬国製針HP https://www.bankoku-needle.co.jp/history.html (2017年2月28日現在)